# Pascal Forthuny
Pascal Forthuny, de son vrai nom Georges Léopold Cochet, né le 24 mars 1872 à Paris et mort le 29 avril 1962 à Rubempré, est un homme de lettres, critique d'art, sinologue, artiste peintre et musicien français, également connu pour son activité de médium.

## Biographie

### Enfance, jeunesse et débuts
Georges Léopold Cochet, dit Pascal Forthuny, nait dans le 8e arrondissement de Paris le 24 mars 1872. Son père, Léopold Auguste (1840-1929) est architecte, et il n'épouse sa mère, Jeanne Zorine Dauteloup, que trois années plus tard, le 11 mai 1875. Georges aura deux frères cadets, Marcel (1877-1963) qui deviendra architecte comme son père, et André (1882-1947) qui sera ingénieur centralien.
C'est un enfant attachant mais insupportable[réf. souhaitée], brisant tout et vivant dans un monde intérieur peuplé par une imagination débordante. En raison de ses attaches familiales régionales (son père est né à Cour-Cheverny dans le (Loir-et-Cher), ville où résident ses grands-parents). Georges fait ses études au collège Augustin-Thierry de Blois, ville à laquelle il restera attaché. Passablement introverti, il va écouter l'harmonium dans la chapelle du collège pendant les récréations au lieu d'aller jouer avec ses camarades. Il est très tôt attaché à la poésie, écrivant des poèmes dont l'existence éphémère se termine systématiquement dans un poêle. « De onze à quinze ans, sa vie s'exprimait par la poésie lyrique et la musique ». Son professeur de musique le guide dans le sens de l'improvisation : à l'occasion on joue, à l’église et dans les fêtes, ses improvisations musicales.
Une fois son baccalauréat ès lettres en poche, son père caresse l'espoir qu'il devienne, comme lui, architecte et reprenne à terme son cabinet d'architecture. Dans ce but, il l'inscrit au Lycée Janson-de-Sailly à Paris pour lui faire obtenir cette fois le baccalauréat ès science. Remarquablement doué pour les lettres et la musique, il est totalement imperméable aux sciences et aux mathématiques. Conséquence prévisible : l'examen est un désastre qui pourtant, ne l'empêche pas d'être admis à l'École des beaux-arts de Paris.

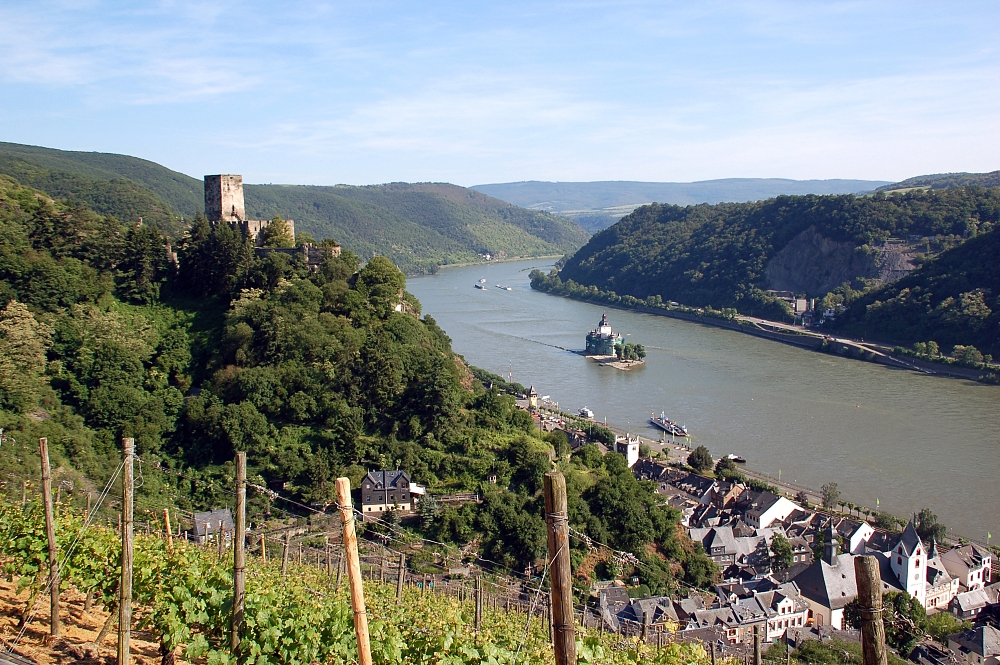
Les berges du Haut-Rhin

Durant ses trois années d'études, sa créativité naturelle l'empêche de s'intéresser aux maîtres du passé, seul l'art contemporain l'attire. Issu d'un milieu bourgeois, ses loisirs sont ceux de la jeunesse littéraire de l'époque. À trois reprises, c'est à l'étranger qu'il part trouver de quoi nourrir ses rêveries :

« Trois années de suite, il va demander à l'Allemagne d'être le décor de ses rêveries romantiques. À Munich, il donne à son imagination les suggestions titanesques de la musique de Wagner. Et, parmi les vieux châteaux du Rhin, il rôde, ajoutant au passé peu compliqué des choses un monde de créations mentales. »

— Eugène Osty

Ses études terminées, il commence une carrière de touche-à-tout artistique. C'est à ce moment que Georges Cochet prend le nom de Pascal Forthuny. À ses talents de musicien, s'ajoutent ceux de peintre. Il s'essaye à tous les genres avec la particularité de ne tenir compte de la réalité que comme support de son imaginaire. Son style est figuratif, il ne dénature pas ce qu'il observe, 

« mais on chercherait vainement dans le monde les beaux paysages qu'il a peints ; le seul lieu où on les trouverait c'est son cerveau. Bien qu'ils semblent aussi réels que le réel, ils ont été rêvés »

— Eugène Osty.
 Arrivé à la trentaine, il écrit ses deux premiers romans : Le Roi régicide (1898) et La voie Idéale : Les étapes inquiètes (1899).
Tous ces talents réunis le conduisent assez naturellement à devenir critique d'art. Mais plus que la technique picturale, le style, les matières ou les couleurs, c'est la psychologie des artistes qu'il tente d'approcher, ce qui n'est pas toujours apprécié de certains d'entre eux. Simultanément, il se fait promoteur de l'art moderne et de sa diffusion dans le grand public.

### Le don des langues

Sinogrammes traditionnels et simplifiés

D'une insatiable curiosité, il cherche à découvrir l'art et la pensée sous-jacente des autres pays. Il lui faut en apprendre les langues dont il a besoin. Il le fait à sa manière « en lisant les journaux. », commençant par les journaux d'enfants écrits simplement pour aller progressivement à ceux destinés aux personnes très cultivées. C'est ainsi qu'il apprend successivement, l'anglais, l'allemand, l'espagnol, l'italien et le portugais. Il utilise ce talent de linguiste pour rédiger des articles sur des évènements ou publications d'origine étrangère, et aussi pour tenir des conférences ou participer à des réunions dans plusieurs pays européens.
En 1912, il découvre par hasard un dictionnaire de chinois. Fasciné par l'élégante beauté des idéogrammes chinois, il rêve d'aller s'installer en Chine avec sa famille. Dans cet objectif, il entreprend avec acharnement l'apprentissage du chinois à l’École des langues orientales et obtient son diplôme en trois ans (1915). Sur le document de proposition à sa Légion d'honneur, sinologue est sa troisième profession déclarée, après celles d'homme de lettre et de critique d'art. Il maitrise cette langue au point de traduire en français plusieurs romans. Dans deux lettres manuscrites en date du 7 octobre 1920, adressées à Sacha Guitry dont il se dit le « fidèle ami », il lui conseille la correction de deux idéogrammes devant figurer sur un panneau dans une de ses pièces, au motif que « puisque la pièce est parfaite, il faut que l'inscription le soit. ».

### Une carrière protéiforme
Homme d'art et de culture, en 1926, son bilan est déjà impressionnant,. À cette époque, alors qu'il est âgé de 54 ans, il a derrière lui trente-trois années d'activité de critique d'art et d'architecture, rédigeant des centaines d'articles pour des journaux et des revues en France et à l'étranger. Il a tenu de nombreuses conférences à Paris, en province et à l'étranger. En tant que peintre il a participé à diverses expositions et un de ses tableaux a été acquis par l’État. Il a rédigé quinze ouvrages et publié plusieurs œuvres musicales. Grand promoteur des arts modernes, il a fait des conférences un peu partout en France et en Europe : Belgique, Allemagne, Autriche, Espagne, Angleterre et Hongrie. Il a participé à une exposition à Glasgow en Écosse et y a tenu vingt conférences. Il est, en outre, un sinologue averti et a réalisé des travaux sur l'histoire de l'art asiatique. Il convient toutefois modérer ce palmarès. Si sa notoriété est incontestable à l'époque, il faut reconnaitre que ses travaux n'ont pas laissé un souvenir impérissable dans les milieux artistiques. Il a beaucoup écrit de musiques, mais il en a très peu publié. Idem en peinture, il utilise indifféremment l'aquarelle, l'huile ou la gouache, souvent « à la manière de », mais il peint pour lui, pour s'amuser.
Par ailleurs, il s'est beaucoup investi dans l'organisation de l'Exposition internationale des Arts décoratifs et industriels modernes qui s'est déroulée à Paris en 1925. Dès octobre 1919, il fut nommé membre de la commission consultative de l'exposition. À ce titre, il a suivi tous ses préparatifs et a pris une part active à son organisation et à sa promotion, tant en France qu'à l'étranger. En 1923, il est allé en Roumanie étudier les possibilités de la participation de ce pays. Il est parti deux fois en missions officielles en Allemagne et une fois en Allemagne et Hongrie.

## Nouvelle carrière

### Première expérience d'un matérialiste

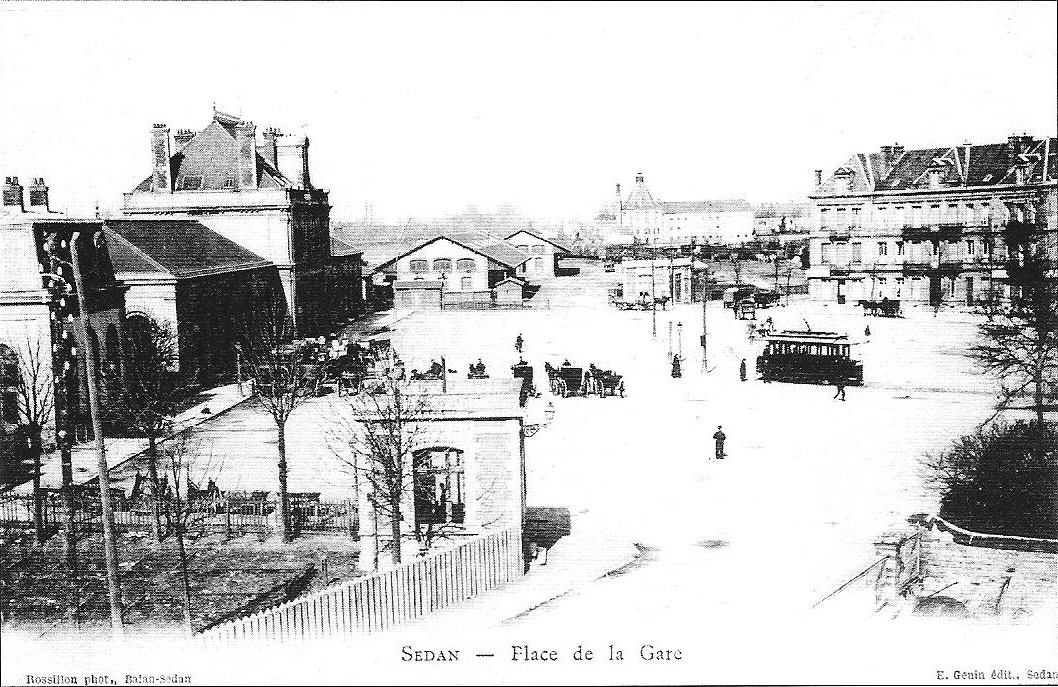
La gare de Sedan vers 1910

Ses lectures, ses conversations et l'observation de ce qui l'entoure lui ont fait perdre très tôt ses fragiles croyances religieuses. Pour lui, rien n'existe en dehors de la matière : êtres et choses sont l'aboutissement de mécanismes complexes découlant de lois naturelles. « L'homme doit sa pensée à une combinaison plus heureuse que les autres ». Selon le docteur Osty, si on lui avait parlé, au début des années 1910 « ...du merveilleux métapsychique [...] il eut tenu cela pour un aliment favorable au bercement des rêves, mais inacceptable pour la raison ». Lorsqu'un ami lui fait découvrir un peu plus tard des ouvrages sur le spiritisme, sa première réaction est de dire qu'il s'agit d'une « hypothèse fragile ». Le monde de l'ésotérisme ne lui est toutefois pas totalement étranger : son tout premier ouvrage, publié en 1894 alors qu'il n'a que 22 ans, est préfacé par Joséphin Peladan, écrivain, occultiste et fondateur de l'Ordre Kabbalistique de la Rose-Croix six ans plus tôt.
C'est de façon inopinée qu'une première vision le surprend le 12 janvier 1911 alors que, mandaté par le journal Le Matin pour écrire un article sur les violentes grèves qui se déroulent en Alsace, il est en route pour Mulhouse en compagnie d'un jeune photographe. Arrêté en gare de Sedan pour acheter des billets, il a subitement la vision d'un cercueil recouvert d'un drap noir et entouré de cierges dans le coin où sont stockés les bagages. Bien qu'il ne puisse rattacher cette lugubre image à aucun de ses proches qu'il a laissés quelques jours plus tôt en bonne santé, il décide de rentrer immédiatement à Paris malgré les craintes d'éventuelles réprimandes de leur employeur émises par le photographe. Dès son arrivée à son domicile, son épouse lui apprend que sa mère a pris froid et, qu'atteinte d'une grave pneumonie, elle se trouve au plus mal. Au cours du déjeuner du lendemain qui se déroule au domicile de ses parents à Neuilly-sur-Seine, il se lève brusquement au milieu du repas pour se rendre au chevet de sa mère qui meurt au moment où il s'approche d'elle. Cette troublante prémonition sera sa première et seule expérience paranormale jusqu'en 1921.

### Une tragédie révélatrice
En 1919, alors qu'il est âgé de 47 ans, un tragique accident va définitivement bouleverser son existence et révéler chez lui des facultés insoupçonnées. Forthuny n'a qu'un fils, Frédéric Cochet-Forthuny, sous-lieutenant au 160e régiment d'infanterie et détaché, en qualité de pilote, au 3e Groupe d'Aviation. Au printemps 1919, les hostilités de la Première Guerre mondiale sont terminées depuis sept mois, mais la paix n'est toujours pas signée. Frédéric, parti en mission à l'étranger, se trouve en garnison en Roumanie. Le 25 juin, il apprend que le traité de paix sera signé à Versailles le 28. À cette annonce, la population est en liesse. Débordant d'enthousiasme, Frédéric confectionne un très grand drapeau avec des banderoles et l'accroche sous l'avion. Il décolle pour entreprendre des passages au-dessus de la foule, mais un coup de vent rabat l'étendard improvisé autour de l'hélice, provoquant la chute brutale de l'avion qui s'écrase dans le cimetière de Galatz, tuant sur le coup son pilote. Mort pour la France à l'âge de 24 ans, Frédéric Cochet-Forthuny repose dans le carré militaire français du cimetière Eternitatea de Galați en Roumanie. Décoré de la Légion d'honneur au mois de mars 1919, et de la Croix de guerre, la mention « Tombé en célébrant la paix » figure sur sa tombe. La poétesse Anne Osmont composera un poème à l'occasion du cinquième anniversaire de sa mort[source insuffisante].

### Des débuts médiumniques décevants
Au moment du drame, Forthuny classe tranquillement des documents et, contrairement à ce qui s'était passé au moment du décès de sa mère, il ne reçoit aucune prémonition. Lorsqu'il apprend, cinq jours plus tard, la terrible nouvelle, le choc émotionnel est d'autant plus terrible que Forthuny a une sensibilité d'artiste. Il sombre dans une profonde dépression. Pour tenter de le réconforter, un ami lui fournit des ouvrages sur le spiritisme. Bien que convaincu que la mort du corps physique entraine inexorablement la fin de la conscience individuelle, Forthuny se laisse imprégner de l'idée que certains médiums prétendent pouvoir communiquer avec les défunts.
Une année passe. Le 18 juillet 1920, alors qu'il est en train d'écrire un roman, sa main échappe à son contrôle et se met à tracer, d'abord une série de bâtons, puis des courbes de toutes sortes en enfin des lettres puis des mots se succédant, sans logique ni signification. Il vient d'expérimenter pour la première fois ce que les spirites appellent l'écriture automatique et se croit devenu médium. Durant cinq mois, Forthuny écrit de façon automatique des messages émanant de deux entités, la première se désignant par « ton » guide, la seconde étant présumée être son propre fils défunt, Frédéric. Le contenu des messages n'échappe pas à la règle habituelle de ce genre de communications : des déclarations pontifiantes sur ce qui est incontrôlable et des erreurs grossières ou des affabulations lorsqu'il s'agit de faits vérifiables. À titre d'exemple, son prétendu fils lui annonce le 20 juillet que son grand-père va mourir d'une crise cardiaque le 27. En fait, Léopold Cochet mourra neuf ans plus tard, le 12 avril 1929 ! Ces communications s’arrêtent brusquement, et pour toujours, le 25 décembre sur un mot inachevé : « ad... ». De tout ce fatras sans pertinence, émerge toutefois une affirmation répétée à plusieurs reprises : la survenue prochaine d'un don de clairvoyance, apparaissant de façon inattendue, qui modifiera profondément son existence.

### Une révélation fortuite

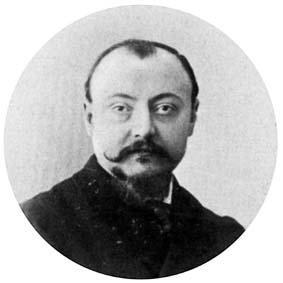
Le docteur Gustave Geley

Un an plus tard, au cours de l'hiver 1921, une réunion se tient dans un salon de l'Institut métapsychique international, créé en 1919 par le docteur Gustave Geley. Il s'agit de tester les dons de clairvoyance d'une médium. Parmi les personnes réunies autour du docteur Geley et de son épouse se trouve Pascal Forthuny, venu en curieux et toujours très sceptique. Gustave Geley tend une lettre pliée à la médium en lui demandant de découvrir son contenu. D'humeur taquine, Forthuny intercepte la missive en affirmant : « Ça ne doit pas être difficile de raconter quelque chose d'applicable à n'importe qui ! » et il se met à parler à la manière des clairvoyants. De façon étonnante, ce qu'il dit correspond assez bien au rédacteur de la lettre, le sinistre tueur en série Landru. Pour vérifier qu'il ne s'agit pas d'une coïncidence, Mme Geley lui tend un éventail qui était posé sur une table. Toujours singeant les médiums, Forthuny s'exclame « Qu'est ce que c'est, j'ai l'impression d'étouffer ! Et j'entends à côté de moi Élisa ». Stupéfaite, Mme Geley explique que cet éventail venait d'une vieille dame, morte sept ans auparavant d'une congestion pulmonaire. Elle l'utilisait pour se donner de l'air et l'amie qui la soignait s'appelait Élisa. Voulant poursuivre l'expérience, Mme Geley s'absente et revient cette fois avec une canne. Prenant l'objet en main, toujours en cabotinant, Forthuny décrit des paysages, des mouvements de troupe lointains, en outre-mer, du côté de l'Orient. Le propriétaire est un jeune officier. Au moment de son retour en France, son bateau est torpillé... Mme Geley confirme que c'est parfaitement exact, la canne ayant appartenu à un jeune Français qui a participé à la campagne de Grèce et dont le bateau a été torpillé à son retour. Il a survécu au naufrage, mais est tombé malade et est mort deux ans après. Mme Geley tente alors une dernière épreuve : elle va chercher une lettre qu'elle présente à Forthuny sans qu'il puisse en lire un seul mot. « Oh ! Madame ! Cette lettre a été écrite dans une bien jolie ville. C'est l'Orient, il y a un port, c'est admirable ! Quelle vue magnifique ! Quel beau ciel bleu... » La lettre avait été écrite à Constantinople, vingt ans auparavant, par le père de Mme Geley.
C'est ainsi que l'incrédule Forthuny, à partir d'un simple amusement et de façon totalement imprévue, découvre qu'il possède des facultés pour le moins inhabituelles.

### Démonstrations à l'Union spirite française
Forthuny est très connu dans la bonne société parisienne. La révélation de ses dons se répand comme une trainée de poudre et Forthuny le clairvoyant devient l'attraction recherchée des thés et des diners entre amis. Il se plie volontiers à l'exercice, découvrant et améliorant ses toutes nouvelles facultés. Sa clairvoyance s'affine, se précise et s'amplifie.
Il collabore à La Revue spirite créée par Allan Kardec en 1858 et dirigée par Jean Meyer (1855-1931) depuis 1917. Ce dernier persuade Forthuny de venir effectuer chaque semaine une séance publique de démonstration au siège de l'Union spirite de la rue Copernic à Paris. Ces réunions regroupent parfois plus de cent participants, curieux et personnes à la recherche de réponses à leurs préoccupations. Forthuny se déplace au milieu d'elles, s'arrêtant au hasard devant tel ou tel pour révéler des épisodes, parfois très intimes, de leur vie. Ces séances relèvent surtout du spectacle, elles ne font l'objet d'aucune étude approfondie.
Forthuny est nommé secrétaire général de l'Union spirite française en avril 1924. Sans qu'il y ait de relation, le déclin du spiritisme français commencera à cette époque, conséquence des décès de ses grands pionniers : Gustave Geley (1924), Camille Flammarion (1925), Gabriel Delanne (1926), Léon Denis (1927) et Jean Meyer (1931).

### Expérimentations à l'IMI
Début 1925, le docteur Eugène Osty, nouveau directeur l'Institut métapsychique international (IMI), prend contact avec Forthuny et lui propose de venir deux fois par mois à l'Institut pour y donner des séances publiques de perception extrasensorielle qui seront enregistrées et analysées. Celui-ci accepte volontiers. Toutes les paroles prononcées au cours de ces séances sont sténographiées, produisant finalement une documentation dactylographiée de 300 pages. Le public est constitué des abonnés de la Revue Métapsychique, publiée par l'IMI, qui peuvent venir accompagnés de parents ou amis. L'entrée est libre, dans le style des « portes ouvertes », chacun prenant place dans la salle à sa convenance. Si une partie des spectateurs est constituée d'habitués, nombreux sont des personnes inconnues de passage, certaines découvrant Forthuny pour la première fois à cette occasion. Pendant l'arrivée de l'assistance dans la salle, Forthuny se tient isolé dans une pièce du premier étage. À l'heure de début prévue, Forthuny pénètre dans la salle, la parcourt du regard et se dirige vers une personne précise pour la questionner ou faire une affirmation abrupte.
À titre d'exemple, le 10 février 1926, il entre en séance en s'adressant immédiatement à un couple de nouveaux venus assis au premier rang : « Buenos-Aires ? ». Le couple habite effectivement Buenos-Aires ! Après quelques autres propositions à ce couple, partiellement exactes, dont la découverte du nom d'un de leurs ouvriers (Ramon Moréno), il termine avec eux en s'adressant à la dame « Vous êtes venue à Paris pour vous occuper de diverses choses, mais aussi de votre santé. Vous avez une maladie de nerfs fortement accentuée.. » Réponse affirmative de l'intéressée.
Autre exemple : le 2 décembre 1925, Forthuny commence d'emblée par un monologue qui ne s'adresse à personne en particulier : « J'entends comme le bruit d'une grande imprimerie. Ce ne sont que ronflements de machines dans les sous-sols. Il est deux heures du matin, il règne une forte odeur d'encre d'imprimerie.[...] On me reporte la pensée vers le journal Le Matin où j'ai été rédacteur dans un temps. Je ne crois pas qu'il y ait dans l'assistance un rédacteur du Matin. Cependant il y a ici un homme qui a une importante fonction dans un journal où il doit descendre à 2 heures du matin pour voir les « formes ». »
Forthuny se dirige alors vers un nouveau venu, lui prend la main et poursuit : « ...On me donne une grande lettre L... Il y a brouillard, il y a de l'eau... il y a des bateaux... une odeur de denrées coloniales, de l'eau jaune, grise. Vous descendez à deux heures du matin voir les formes, vous, monsieur ? Vous êtes Belge. Qu'est-ce que Lanoi ? Vous allez sur des bateaux ? Vous allumez des cigares des Antilles ou je ne sais quoi, avec des capitaines de bateaux à un club, et là on vous donne un cigare ? Herick ? Il s'appelle Erick ce capitaine ? Vous avez perdu un pari dans un cercle ? Je vois un grand port, c'est plein de fumée et de denrées, c'est Anvers. Vous êtes rédacteur au Matin d'Anvers vous monsieur ? »
L'intéressé confirme. « Et Lanoi ? » demande Forthuny, « Il manque une lettre ! ». Il s'agit de Georges Landoy (1883-1929), rédacteur en chef du journal Le Matin d'Anvers. Tout est exact, même les détails : Landoy rencontre fréquemment, au Cercle français d'Anvers, un vieil ami armateur avec lequel il joue au billard. L'enjeu de la partie est un cigare.
Au cours des quinze séances tenues à l'IMI, Forthuny a « traité » 136 personnes choisies dans un groupe d'environ 1 500 spectateurs. Ses résultats sont les suivants : pour 46 (34 %) ses affirmations étaient totalement ou presque totalement exactes. Pour 42 (31 %), ses affirmations étaient majoritairement exactes, pour 30 (22 %) elles étaient partiellement exactes et pour 18 rien ne correspondait. Le docteur Osty estime que ces résultats sont probablement minorés, certains spectateurs ne souhaitant pas confirmer en public des informations gênantes, par trop intimes ou personnelles.
La presse se fait l'écho de ces spectaculaires démonstrations. Des journalistes viennent y assister et rapportent ce qu'ils ont constaté dans leurs journaux, d'autant plus facilement que Forthuny est un confrère honorablement connu. Parmi eux se trouve Jean Botrot qui consacre plus de deux colonnes du quotidien Paris-Soir à relater la séance à laquelle il a assisté.
Dès 1926, le docteur Osty publie un large extrait des procès-verbaux des quinze premières séances, réparties entre le 12 mai 1925 et le 21 avril 1926, et des premières analyses qu'il en tire. Les réactions des chercheurs universitaires officiels sont pour le moins réservées, comme en témoigne le commentaire d'un membre du laboratoire de psychologie physiologique de la Sorbonne qui signe H.B. : « Mais à vrai dire, l'établissement des faits de base me parait encore manquer de la rigueur scientifique qui permettrait de les rendre incontestables. »
La publication de l'ouvrage du docteur Osty ne marque pas la fin de la collaboration de Pascal Forthuny avec le l'IMI. L'occupant de la chaise no 65 au cours de la séance du 7 janvier 1927 n'est autre
qu'André Breton, principal fondateur du surréalisme. Il semble que les révélations que lui fait alors Forthuny sont à l'origine du concept de « transe surréaliste » qu'il va développer dans son mouvement.

## Fin de vie
L'âge venant, Forthuny réduisit progressivement ses diverses activités. Il semble que ses dernières contributions littéraires concernent quinze modestes opuscules consacrés au paranormal en 1947.
On ne connait pas le détail de la fin de sa vie. Il s'éteignit le 29 avril 1962 à Rubempré dans la (Somme), âgé de 90 ans.

## Productions littéraires et artistiques

### Romans et essais
- Georges Cochet (préf. Joséphin Peladan), La Custode d'or : Essai pour un culte d'art, Paris, Librairie de l’œuvre d'art, 1894 (lire en ligne)
- Notes et impressions de voyage : En Suisse (ill. P. Forthuny), Paris, La Semaine des constructeurs, 1898
- Le Roi régicide : Roman social, Paris, Tallandier, 1898
- La Voie idéale : Les étapes inquiètes, Paris, Fasquelle, 1899
- Une crise, Paris, Paul Ollendorf, 1901
- L'Altesse, Paris, Tallandier, 1904
- Amours d'Allemagne : Frieda, Paris, Pierre Douville, 1907
- Les Vierges solitaires : Roman social, Pierre Douville, 1909
- Isabel ou le Poignard d'argent : La tragédie des deux Espagne, Paris, Sansot & Cie, 1911
- 1914-1915 ! (ill. Maurice Neumont), Paris, Maison de l’Édition, coll. « Petite bibliothèque de la grande guerre », 1915, 16 p.
- Graine de héros (ill. F. Fabiano), Paris, Maison de l’Édition, coll. « Petite bibliothèque de la grande guerre », 1915, 16 p.
- Pages glorieuses (ill. F. Fabiano), Paris, Maison de l’Édition, coll. « Petite bibliothèque de la grande guerre », 1915, 16 p.
- Au seuil de l’âme chinoise ! : Essai pour une psychologie de l'apprenti sinologue, Paris, P. Dupont, 1915
- Le Vendeur d'huile et la Reine de beauté : Maisons closes chinoise (trad. du chinois), Paris, Albin Michel, 1918
- Le Miracle des pruniers en fleurs : Roman chinois, Paris, Albin Michel, 1920
- Une victoire de la photographie psychique : la romanesque et glorieuse aventure du medium William Hope (de Crew, Angleterre) accusé d'être un imposteur, traîné une année dans la boue, victime d'une sombre machination, enfin reconnu parfaitement innocent et incontestable medium photographe, Terrier frères et Cie, 1923
- Les Amants chinois, Paris, Albin Michel, 1924
- Entretiens avec une outre : Devant la mort de Sarda Nafale et l'entrée des Croisés à Constantinople, Paris, G. Daugon imp, 1929
- Je lis dans les destinées : La clairvoyance et ses médiums, Les éditions de France, 1937
- En 1947, il rédige la série de quinze opuscules de 32 pages de la collection « Les mystères des sciences occultes » publiés par les éditions des Gobelins : 1 - Clairvoyance et art divinatoire; 2 - Chiromancie; 3 - Sorcellerie; 4 - Alchimie; 5 - Astrologie; 6 - Graphologie; 7 - Divination par les cartes et le Tarot; 8 - Haute Magie; 9 - Physiognomonie; 10 - Fluide humain; 11 - Guérisseurs; 12 - Médiums et prodiges de la médiumnité; 13 - Secret des rêves; 14 - Maisons hantées; 15 - Tables tournantes.

### Poésies
- Où luisent de beaux feux, A. Lemerre, 1938
- Sur les cendres d’Orphée, A. Lemerre, 1940, prix René-Bardet de l'Académie française en 1941

### Articles et chroniques
- Il est l'un des rédacteurs habituel du Bulletin de la vie artistique, revue bimensuelle sur les artistes et les collectionneurs, publiée de 1919 à 1926.
- Chroniques et articles dans la Revue métapsychique éditée par l'IMI.

### Musiques et paroles
- Le cœur a ses saisons !, Paris, C.-Hayet (1908)
- Offrandes pour chant et piano (1911) sur Gallica
- Le rameur (1923) sur Gallica
- Hymne spirite (1925) sur Gallica
- Cinq mélodies pour chant et piano, Paris, Maurice Sénart (1930)

### Théâtre
- Le club des canards mandarins (1923), comédie en trois actes écrite avec Henri Duvernois et jouée au Studio des Champs-Élysées du 1er novembre au 31 décembre 1923[24].

### Divers
Il sera l'auteur, en avril 1926, de l'éloge funèbre de Léon Denis qu'il qualifie de « Michelet du spiritisme »
« Voir la source »
Gouaches sur cartons

## Distinctions et hommages
- Chevalier de la Légion d'honneur. Il est fait chevalier de la Légion d'honneur par le ministre du commerce le 22 mai 1926[1].
- La Société des gens de lettres lui décerne le prix de la critique d'art indépendante en 1913.
- Un prix de poésie de l’Académie française, créé en 1959 et abandonné en 2011 porte son nom. Il a été attribué à 21 lauréats entre 1966 et 2006[25]. Il a été fusionné en 1994 avec quatre autres fondations pour constituer le Prix de Heredia[26].
- Le musée des beaux-arts de Blois conserve deux bustes de lui, issus de sa collection personnelle. Le premier réalisé en terre vernissée par Denys Puech[27], le second réalisé en plâtre patiné par Merina Popelka[28], tous deux entrés dans les collections en 1943.